# 志波姫パーキングエリア
志波姫パーキングエリア（しわひめパーキングエリア）は、宮城県栗原市志波姫堀口にある東北自動車道のパーキングエリア。

## 施設

### 上り線（仙台・福島方面）
- 駐車場[1]
  - 大型 23台
  - 小型 19台
  - 身障者用
    - 小型 1台
- トイレ[1]
  - 男性 大2（洋式2）・小5
    - オストメイト対応設備が設置されている[2]。

  - 女性 5（洋式5）
    - オストメイト対応設備が設置されている[2]。

  - 身障者用 1
- 自動販売機

### 下り線（盛岡・青森方面）
- 駐車場[3]
  - 大型 20台
  - 小型 20台
  - 身障者用
    - 小型 1台
- トイレ[3]
  - 男性 大2(洋式2）・小5
    - オストメイト対応設備が設置されている[2]。

  - 女性 5（洋式5）
    - オストメイト対応設備が設置されている[2]。

  - 身障者用 1
- 自動販売機

## 隣
- E4 東北自動車道
  - (32)築館IC - 栗原IC（事業中） - 志波姫PA - (33)若柳金成IC